# Ivan Vianney
Sveti Ivan Krstitelj Marija Vianney (Dardilly kraj Lyona, 8. svibnja 1786. – Ars, 4. kolovoza 1859.), poznat i kao arški župnik, bio je francuski katolički svećenik. Svetac je Katoličke Crkve i zaštitnik župnika. Spomendan mu je 4. kolovoza.

## Životopis

### Djetinjstvo
Ivan Maria Vianney rođen je 1786., uoči Francuske revolucije. U njegovom djetinjstvo, Crkva je bila proganjana pa je potajno išao na vjeronauk, a prvu pričest, primio je u jednom spremištu, jer se nije moglo drugačije. Nevinost srca i duboka pobožnost bile su glavne značajke njegove duhovnosti.
Uočio ga je župnik Balley i školovao ga. Problem je bio, što je sv. Ivan jako teško učio, makar je imao veliku volju. Nalazeći se u tjeskobi, poduzeo je hodočašće u La Louvesc na grob sv. Franje Regisa. Od tada je napredovao u naukama, makar mu je i dalje latinski jezik zadavao velike tegobe. No, uspio je postati svećenik.

### Svećenički rad i duhovnost
Postao je pomoćnik svog župnika. Njih dvoje su se natjecali tko će biti bolji. No, dobri je župnik Balley uskoro umro. Ivan ga je oplakao kao svoga najvjernijeg prijatelja. Godine 1818., imenovan je župnikom u Arsu i ostao tamo sve do svoje smrti. 
Ars je kod Ivanova dolaska bilo malo, vjerski posve zapušteno i zanemareno selo. Netko je o njegovim stanovnicima rekao, da ih osim krštenja ništa ne razlikuje od životinja. 
Novi se župnik, uselivši se u siromašni župni dvor, dao odmah na posao, na obraćanje svoje župe, najprije pokorama, dugim noćnim satima molitve pred Presvetim Sakramentom, ozbiljnim i oštrim propovijedima. 
Veliku je brigu posvećivao i obnovi župne crkve. Njegov je stan bio najsiromašniji, hrana kuhani krumpiri, ali u crkvi je iz poštovanja prema Isusu želio, da sve bude što ljepše. Ljudi su u velikom broju dolazili k njemu. On ih je znao ne samo dobro ispovjediti, već i voditi putem savršenosti prema Bogu. I tako je polako počeo arški proštenjarski život, s mnoštvom hodočasnika, što su dolazili k svetome župniku na ispovijed. Godine 1855. došlo je k njemu oko 20 000 ljudi.
Selo se preobratilo i postalo središte izvanrednog pastoralnog rada u kojem je njihov župnik dnevno znao provoditi u ispovjedaonici i do 12 sati, koji put i više. 
Za dobro svoje župe, sveti je župnik osnovao kuću Providnosti, neke vrste sirotište za siromašnu djecu. Njima bi svako poslije podne održao vjersku pouku. Za njih je učinio i svoje prvo čudo: umnoženje brašna za potrebni kruh. Svojom jednostavnošću, ljudskošću, pa i humorom ponizni je arški župnik privlačio u Ars mnoštva.
Svjedoci koji su svjedočili o njemu u postupku za proglašenje blaženim tvrde, da je bila tolika navala oko njegove ispovjedaonice jer je čitao u ljudskim srcima. Iscrpljen teškim i dugotrajnim radom, oštrim pokorama i drugim patnjama svetac je umro od iscrpljenosti. Po njegovu zagovoru dogodila su se brojna čudesa pa ga je Crkva proglasila blaženim i svetim te zaštitnikom svih župnika. Tijelo mu je ostalo neraspadnuto.

## Vanjske poveznice
Sestrinski projekti
|  | Wikicitati imaju zbirke citata o temi Sveti Ivan Vianney |

|  | Wikizvor ima izvorni tekst Sv. Ivan Marija Vianney o samoubojstvu |

|  | Wikizvor ima izvorni tekst Sveti Ivan Marija Vianney o svetosti |

Mrežna mjesta
- Vianney, Ivan-Marija: Bog nas ljubi: misli i govori arškog župnika, ur. Anka Petričević, Symposion: Split, 2002., ISBN 953-6261-55-3 (elektronička inačica)
- Niderberger, Leonz (prir.): Sv. Ivan Krstitelj  Marija Vianney: Zlatna zrnca, Molitveni centar "Sav tvoj": Zagreb, (elektronička inačica)